# Sady Górne
Sady Górne (niem. Ober Baumgarten) – wieś w Polsce położona w województwie dolnośląskim, w powiecie jaworskim, w gminie Bolków.

## Podział administracyjny
| SIMC    | Nazwa  | Rodzaj     |
| ------- | ------ | ---------- |
| 0189523 | Figlów | przysiółek |

W latach 1975–1998 miejscowość administracyjnie należała do województwa jeleniogórskiego.

## Historia
W latach 1495–1727 (względnie 1827) właścicielami Sadów Górnych i Dolnych jest rodzina Tschirnhaus.
W dniach 7 i 8 maja 1945 r. zaczyna masowo uciekać ludność Sadów Górnych i Dolnych. Docierają oni przez Stare Bogaczowice i Gostków do Trutnova w Czechach, gdzie zostają zawróceni i zmuszeni do powrotu przez Armię Czerwoną.
W wyniku ustaleń konferencji poczdamskiej w 1946 r. rozpoczęły się transfery ludności niemieckiej. 3 sierpnia 1946 transport z mieszkańcami Sadów Górnych wjechał do brytyjskiej strefy okupacyjnej, ludność została podzielona pomiędzy powiaty Halle (Westf.) i Lippstadt w Westfalii.

## Kalendarium
- 14 kwietnia 1263 – pierwsza wzmianka o wsi, w dokumencie opata klasztoru w Henrykowie, który daruje Bolesławowi Łysemu dług w zamian za wieś
- 1885, 1903, 1999 – potok Sadówka wylewa

## Zabytki
Do wojewódzkiego rejestru zabytków wpisane są obiekty:
- kościół parafialny pw. Narodzenia Najświętszej Maryi Panny z przełomu XIII i XIV w. wybudowany w stylu gotyckim
- cmentarz
- dwór (nr 116), z 1775 r., przebudowany w 1883 r.

## Inne obiekty
- Pomnik poległych w Wojnach Światowych, obecnie nie ma już tablicy, znajduje się w pobliżu kościoła. Upamiętniał mieszkańców poległych w I i II wojnie światowej (Sady Dolne – 28 osób, Sady Górne – 67 osób).
- Osiemnastowieczna plebania z dekoracją sgraffitową.

## Dokumenty archiwalne
W Archiwum Państwowym we Wrocławiu Oddział w Legnicy dostępne są księgi metrykalne parafii ewangelickiej z Sadów Górnych (małż. 1830–1847).

## Stowarzyszenia i związki
- Ludowy Klub Sportowy Spójnia Sady Górne
- Ochotnicza Straż Pożarna w Sadach Górnych

## Szlaki turystyczne
- niebieski – Szlakiem Zamków prowadzący z Bolkowa do Bolkowa przez wsie: Świny, Wolbromek, Sady Dolne, Sady Górne, Nagórnik, Półwsie, Wierzchosławice.